# Debre Damo

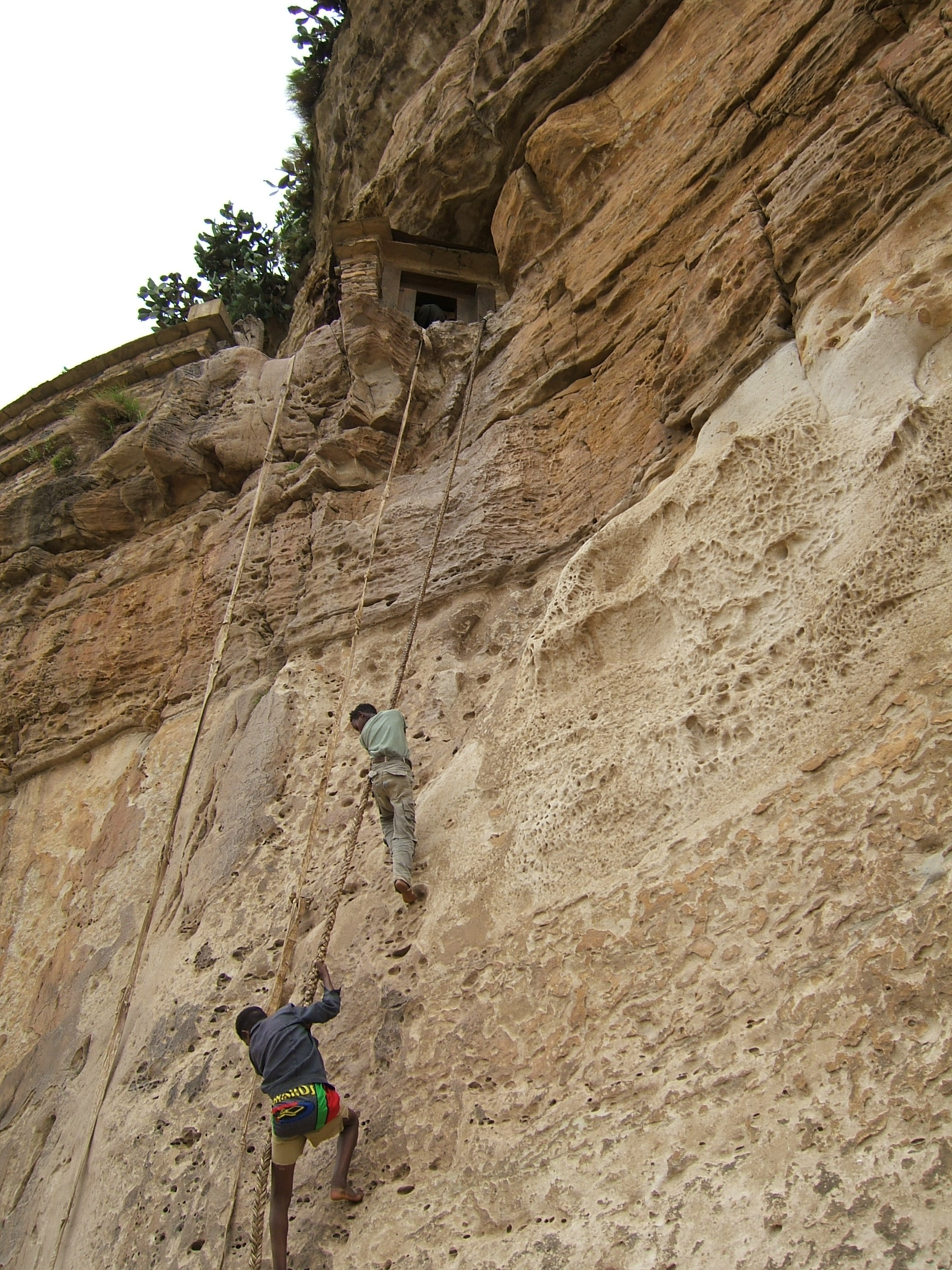
De toegang tot het klooster

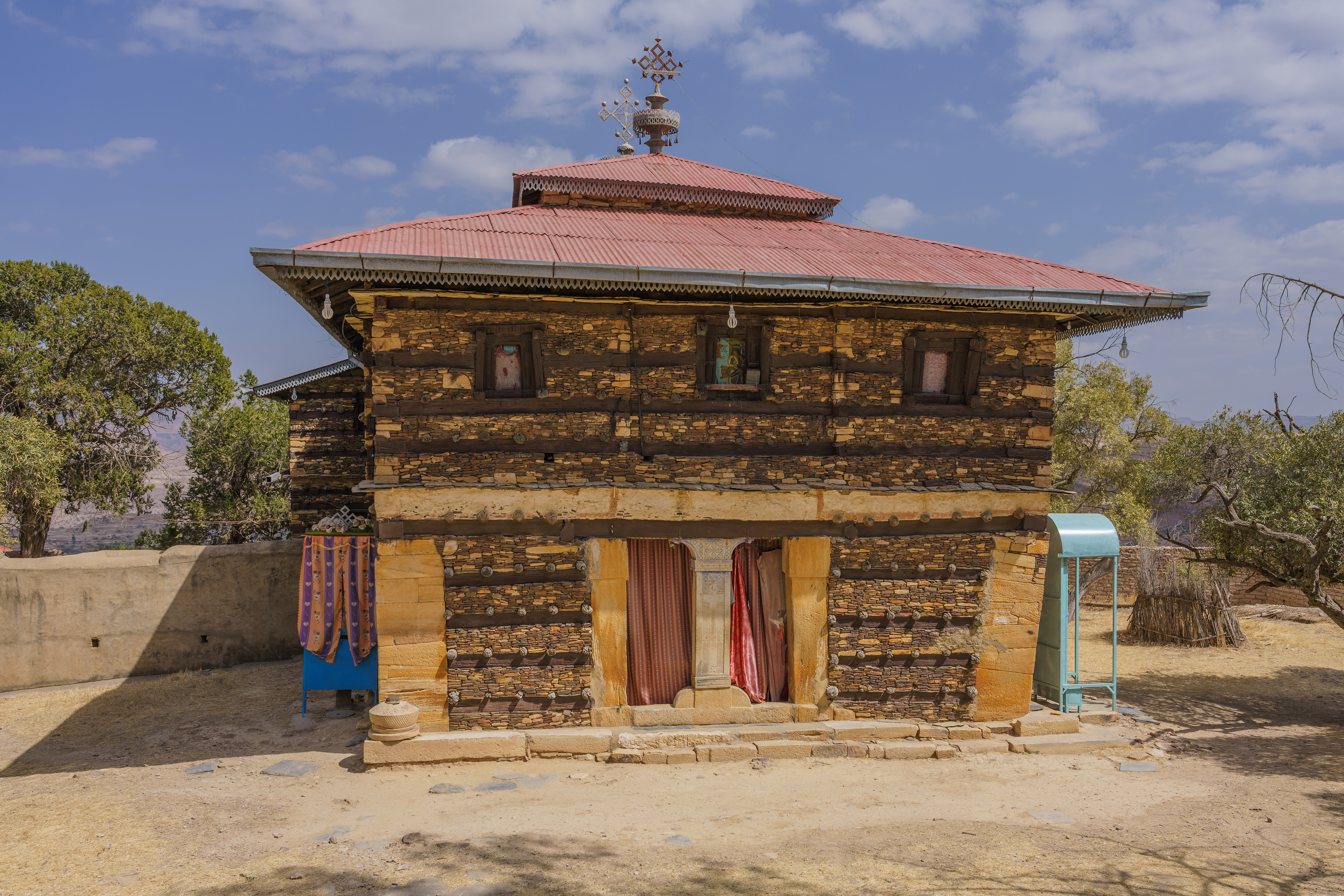
De kerk van Debre Damo

Debre Damo (Amhaars: ደብረ ዳሞ) is de naam van een tafelberg en het daarop gelegen kloostercomplex in het noorden van Ethiopië. Het is gelegen in de deelstaat Tigray, ten oosten van de stad Aksum, op slechts 5 kilometer afstand van de grens met Eritrea. Het klooster werd waarschijnlijk in de 6e eeuw gesticht door Abuna (bisschop) Aregawi.
Het klooster is alleen bereikbaar langs een touw waarmee een bezoeker langs een steile, 18 meter hoge rotswand omhoog moet klimmen. De toegang tot het klooster is uitsluitend voorbehouden aan mannen. Het complex dat zo'n 800 bij 300 meter meet, bevat de oudste kerk van Ethiopië. Ook wordt er een aantal antieke manuscripten bewaard.
Rondom het complex staat een twee meter hoge muur die waarschijnlijk uit de 9e eeuw stamt, en in opdracht van keizer Gabra Masqal werd gebouwd. Op het terrein wordt graan en gerst verbouwd. Verder wordt er wat vee gehouden.
Op 14 en 15 februari 2021 kreeg het Europe External Programme with Africa (EEPA) bevestigde meldingen dat het klooster tijdens de Oorlog in Tigray is verwoest. Naar verluidt zouden Eritrese troepen het complex hebben gebombardeerd en vervolgens hebben geplunderd. Hierbij kwam een monnik om het leven en werden oude manuscripten en twaalf gebouwen bovenop de platte berg vernietigd.

## Trivia
- Een tijd lang was het gebruikelijk dat de broers van de Negus (keizer van Ethiopië) werden opgesloten om op die manier te voorkomen dat ze de troon zouden opeisen. O.a. Debre Damo werd als keizerlijke gevangenis gebruikt.
- Volgens een theorie zou de Ark van het Verbond na de vernietiging van de Tempel van Salomo in 586 v.Chr. naar Ethiopië zijn vervoerd. Mogelijk zou deze later een tijd in Debre Damo zijn ondergebracht. Nu staat hij in een klein kerkje in Aksum
- Keizer Dawit II van Ethiopië heeft zich, tijdens de oorlog tegen het Adalsultanaat, een tijd verschanst in Debre Damo totdat hij in 1540 tijdens een veldslag in de buurt werd gedood.